# تاراسوو (شهرستان پلستسکی، استان آرخانگلسک)
تاراسوو (به لاتین: Tarasovo) یک منطقهٔ مسکونی در روسیه است که در استان آرخانگلسک واقع شده‌است.